# 陈叔宣
陳叔宣（？－605年后），字子通，陳宣帝陈頊第二十二子，母亲是曾姬。

## 母
曾姬，陈宣帝的妃嫔。

## 生平
至德元年（583年）十月丁酉日，陳后主立陳叔宣为阳山王。祯明三年（589年），陈朝灭亡，陳叔宣入隋。大业年间为泾城县令。